# Otávio Monteiro
Otávio Edmilson da Silva Monteiro, noto semplicemente come Otávio Monteiro o Otávio (João Pessoa, 9 febbraio 1995), è un calciatore brasiliano naturalizzato portoghese, centrocampista o attaccante dell'Al-Nassr e della nazionale portoghese.

## Carriera

### Club

#### Internacional

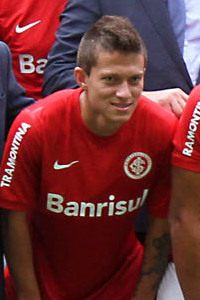
Otávio con la maglia dell' nel 2014

Nato a João Pessoa, Paraíba, Otávio ha completato la sua formazione all'Internacional, dopo essersi unito all'Accademia del club di Porto Alegre all'età di 15 anni. Ha fatto il suo debutto nella Série A solo due anni dopo, entrando in campo come sostituto nella seconda metà della partita terminata 0-0 in casa contro il Santos il 15 luglio.
Il primo gol in campionato di Otávio è arrivato l'8 giugno 2013, quando è partito titolare e ha contribuito al pareggio per 2-2 in trasferta contro il Cruzeiro. Ha segnato altri cinque gol durante la stagione, concludendo al 13º posto.
Otávio ha attribuito al tecnico Dunga il merito di averlo aiutato a superare i suoi problemi di peso. Durante il suo periodo allo Estádio Beira-Rio, ha segnato sette volte in 62 partite ufficiali.

#### Porto
Il 1º settembre 2014, anche se inizialmente si pensava che il trasferimento fosse costato 5 milioni di euro, Otávio è passato al Porto come giocatore svincolato, dopo che l'Internacional aveva ceduto i suoi diritti federativi, firmando un contratto quinquennale con una clausola di rescissione di €50 milioni. Inizialmente è stato assegnato alla squadra riserve, che competeva nella Segunda Liga.
Nel giorno finale della finestra di trasferimento di gennaio del 2015, Otávio, Ivo Rodrigues e Leocísio Sami sono stati ceduti in prestito al Vitória de Guimarães nella Primeira Liga. Ha fatto il suo debutto nella competizione l'8 febbraio giocando 30 minuti nella sconfitta per 0-1 in casa contro il Belenenses, e ha segnato il suo primo gol nell'ultima giornata di campionato per aiutare i visitatori a battere l'Académica de Coimbra per 4-2.
L'accordo è stato esteso per l'intera stagione 2015–16, e le sue prestazioni durante il prestito gli hanno valso un'estensione di contratto con il Porto successivamente. Ha fatto il suo debutto ufficiale con quest'ultimo il 12 agosto 2016, partendo nella sconfitta per 3-1 in trasferta contro il Rio Ave.
Otávio ha vinto la Primeira Liga portoghese alla fine della sua seconda stagione, contribuendo con due gol in 15 apparizioni. È stato fuori dal campo per diverse settimane durante il torneo a causa di problemi di infortunio.
Durante la stagione 2019–20, Otávio è sceso in campo in 48 partite e ha segnato due gol, contribuendo alla conquista della doppia vittoria da parte della squadra. Come risultato, è stato incluso nella miglior formazione della lega (Best XI).

#### Al-Nassr
Il 22 agosto viene ufficialmente acquistato dall'Al-Nassr per 60 milioni di euro, diventando l'acquisto più costoso del club saudita e la cessione più remunerativa nella storia del Porto.

### Nazionale

#### Brasile
Poco dopo il suo debutto con l'Internacional, Otávio è stato convocato dalla Nazionale Under-20 del Brasile dall'allenatore Alexandre Gallo.

#### Portogallo
Nel marzo 2021, Otávio è diventato cittadino portoghese. Il 26 agosto dello stesso anno, è stato convocato nella Nazionale di calcio del Portogallo da Fernando Santos per le partite di qualificazione ai Campionati mondiali di calcio FIFA 2022 contro la Nazionale di calcio dell'Irlanda e l'Nazionale di calcio dell'Azerbaigian e per una partita amichevole contro il Qatar. Ha fatto il suo debutto proprio contro il Qatar, segnando nella vittoria per 3-1 allo Nagyerdei Stadion di Debrecen, Ungheria.
Il 24 marzo 2022, Otávio ha segnato il suo secondo gol, aprendo la strada a una vittoria casalinga per 3-1 contro la Turchia nelle semifinali dei play-off di qualificazione alla Coppa del Mondo 2022 e successivamente fornendo un assist per Diogo Jota.
Nel mese di ottobre, è stato incluso nella lista preliminare dei 55 giocatori della nazionale portoghese per la Coppa del Mondo 2022 in Qatar, venendo incluso nella lista definitiva dei 26 giocatori per il torneo.

## Statistiche

### Presenze e reti nei club
Statistiche aggiornate al 13 febbraio 2025.
| Stagione                 | Squadra                  | Campionato               | Campionato | Campionato | Coppe nazionali | Coppe nazionali | Coppe nazionali | Coppe continentali | Coppe continentali | Coppe continentali | Altre coppe | Altre coppe | Altre coppe | Totale | Totale |
| Stagione                 | Squadra                  | Comp                     | Pres       | Reti       | Comp            | Pres            | Reti            | Comp               | Pres               | Reti               | Comp        | Pres        | Reti        | Pres   | Reti   |
| ------------------------ | ------------------------ | ------------------------ | ---------- | ---------- | --------------- | --------------- | --------------- | ------------------ | ------------------ | ------------------ | ----------- | ----------- | ----------- | ------ | ------ |
| 2012                     | Internacional            | A+G                      | 7+0        | 0          | CB              | 0               | 0               | CL                 | 0                  | 0                  | -           | -           | -           | 7      | 0      |
| 2013                     | Internacional            | A+G                      | 26+7       | 6+0        | CB              | 6               | 1               | -                  | -                  | -                  | -           | -           | -           | 39     | 7      |
| 2014                     | Internacional            | A+G                      | 6+9        | 0+0        | CB              | 1               | 0               | -                  | -                  | -                  | -           | -           | -           | 16     | 0      |
| Totale Internacional     | Totale Internacional     | Totale Internacional     | 39+16      | 6+0        |                 | 7               | 1               |                    | 0                  | 0                  |             | -           | -           | 62     | 7      |
| 2014-gen. 2015           | Porto B                  | SL                       | 6          | 2          | -               | -               | -               | -                  | -                  | -                  | -           | -           | -           | 6      | 2      |
| gen.-giu. 2015           | Vitória Guimarães        | PL                       | 10         | 1          | CP+CdL          | 0+1             | 0               | -                  | -                  | -                  | -           | -           | -           | 11     | 1      |
| 2015-2016                | Vitória Guimarães        | PL                       | 25         | 6          | CP+CdL          | 1+0             | 0               | UEL                | 1                  | 0                  | -           | -           | -           | 27     | 6      |
| Totale Vitória Guimarães | Totale Vitória Guimarães | Totale Vitória Guimarães | 35         | 7          |                 | 2               | 0               |                    | 1                  | 0                  |             | -           | -           | 38     | 7      |
| 2016-2017                | Porto                    | PL                       | 23         | 1          | CP+CdL          | 2+0             | 1               | UCL                | 8                  | 1                  | -           | -           | -           | 33     | 3      |
| 2017-2018                | Porto                    | PL                       | 15         | 2          | CP+CdL          | 3+1             | 1+0             | UCL                | 2                  | 0                  | -           | -           | -           | 21     | 3      |
| 2018-2019                | Porto                    | PL                       | 28         | 3          | CP+CdL          | 5+2             | 1+0             | UCL                | 8                  | 2                  | SP          | 1           | 0           | 44     | 6      |
| 2019-2020                | Porto                    | PL                       | 31         | 2          | CP+CdL          | 5+4             | 0               | UCL+UEL            | 1+7                | 0                  | -           | -           | -           | 48     | 2      |
| 2020-2021                | Porto                    | PL                       | 26         | 3          | CP+CdL          | 5+1             | 1+0             | UCL                | 9                  | 1                  | SP          | 1           | 0           | 42     | 5      |
| 2021-2022                | Porto                    | PL                       | 32         | 3          | CP+CdL          | 7+1             | 2+0             | UCL+UEL            | 6+3                | 0                  | -           | -           | -           | 49     | 5      |
| 2022-2023                | Porto                    | PL                       | 27         | 5          | CP+CdL          | 6+4             | 2+0             | UCL                | 7                  | 0                  | SP          | 0           | 0           | 44     | 7      |
| ago. 2023                | Porto                    | PL                       | 1          | 0          | CP+CdL          | 0+0             | 0+0             | UCL                | 0                  | 0                  | SP          | 1           | 0           | 2      | 0      |
| Totale Porto             | Totale Porto             | Totale Porto             | 183        | 19         |                 | 46              | 8               |                    | 51                 | 4                  |             | 3           | 0           | 283    | 31     |
| 2023-2024                | Al-Nassr                 | SPL                      | 29         | 10         | KC              | 4               | 0               | ACL                | 9                  | 1                  | SS+CdC      | 1+-         | 0+-         | 43     | 11     |
| 2024-2025                | Al-Nassr                 | SPL                      | 20         | 0          | KC              | 2               | 0               | ACL                | 6                  | 0                  | SS          | 2           | 0           | 30     | 0      |
| Totale Al Nassr          | Totale Al Nassr          | Totale Al Nassr          | 49         | 10         |                 | 6               | 0               |                    | 15                 | 1                  |             | 3           | 0           | 73     | 11     |
| Totale carriera          | Totale carriera          | Totale carriera          | 332        | 44         |                 | 60              | 9               |                    | 67                 | 5                  |             | 6           | 0           | 465    | 58     |

### Cronologia presenze e reti in nazionale
| Cronologia completa delle presenze e delle reti in nazionale ― Portogallo | Cronologia completa delle presenze e delle reti in nazionale ― Portogallo | Cronologia completa delle presenze e delle reti in nazionale ― Portogallo | Cronologia completa delle presenze e delle reti in nazionale ― Portogallo | Cronologia completa delle presenze e delle reti in nazionale ― Portogallo | Cronologia completa delle presenze e delle reti in nazionale ― Portogallo | Cronologia completa delle presenze e delle reti in nazionale ― Portogallo | Cronologia completa delle presenze e delle reti in nazionale ― Portogallo |
| Data                                                                      | Città                                                                     | In casa                                                                   | Risultato                                                                 | Ospiti                                                                    | Competizione                                                              | Reti                                                                      | Note                                                                      |
| ------------------------------------------------------------------------- | ------------------------------------------------------------------------- | ------------------------------------------------------------------------- | ------------------------------------------------------------------------- | ------------------------------------------------------------------------- | ------------------------------------------------------------------------- | ------------------------------------------------------------------------- | ------------------------------------------------------------------------- |
| 4-9-2021                                                                  | Debrecen                                                                  | Qatar                                                                     | 1 – 3                                                                     | Portogallo                                                                | Amichevole                                                                | 1                                                                         | 46’                                                                       |
| 7-9-2021                                                                  | Baku                                                                      | Azerbaigian                                                               | 0 – 3                                                                     | Portogallo                                                                | Qual. Mondiali 2022                                                       | -                                                                         | 78’                                                                       |
| 24-3-2022                                                                 | Porto                                                                     | Portogallo                                                                | 3 – 1                                                                     | Turchia                                                                   | Qual. Mondiali 2022                                                       | 1                                                                         | 88’                                                                       |
| 29-3-2022                                                                 | Porto                                                                     | Portogallo                                                                | 2 – 0                                                                     | Macedonia del Nord                                                        | Qual. Mondiali 2022                                                       | -                                                                         | 76’                                                                       |
| 2-6-2022                                                                  | Siviglia                                                                  | Spagna                                                                    | 1 – 1                                                                     | Portogallo                                                                | UEFA Nations League 2022-2023 - 1º turno                                  | -                                                                         | 62’                                                                       |
| 5-6-2022                                                                  | Lisbona                                                                   | Portogallo                                                                | 4 – 0                                                                     | Svizzera                                                                  | UEFA Nations League 2022-2023 - 1º turno                                  | -                                                                         | 77’                                                                       |
| 12-6-2022                                                                 | Lancy                                                                     | Svizzera                                                                  | 1 – 0                                                                     | Portogallo                                                                | UEFA Nations League 2022-2023 - 1º turno                                  | -                                                                         | 46’                                                                       |
| 17-11-2022                                                                | Lisbona                                                                   | Portogallo                                                                | 4 – 0                                                                     | Nigeria                                                                   | Amichevole                                                                | -                                                                         | 76’                                                                       |
| 24-11-2022                                                                | Doha                                                                      | Portogallo                                                                | 3 – 2                                                                     | Ghana                                                                     | Mondiali 2022 - 1º turno                                                  | -                                                                         | 56’                                                                       |
| 6-12-2022                                                                 | Lusail                                                                    | Portogallo                                                                | 6 – 1                                                                     | Svizzera                                                                  | Mondiali 2022 - Ottavi di finale                                          | -                                                                         | 74’                                                                       |
| 10-12-2022                                                                | Doha                                                                      | Marocco                                                                   | 1 – 0                                                                     | Portogallo                                                                | Mondiali 2022 - Quarti di finale                                          | -                                                                         | 69’                                                                       |
| 26-3-2023                                                                 | Lussemburgo                                                               | Lussemburgo                                                               | 0 – 6                                                                     | Portogallo                                                                | Qual. Euro 2024                                                           | 1                                                                         | 75’                                                                       |
| 17-6-2023                                                                 | Lisbona                                                                   | Portogallo                                                                | 3 – 0                                                                     | Bosnia ed Erzegovina                                                      | Qual. Euro 2024                                                           | -                                                                         | 87’                                                                       |
| 20-6-2023                                                                 | Reykjavík                                                                 | Islanda                                                                   | 0 – 1                                                                     | Portogallo                                                                | Qual. Euro 2024                                                           | -                                                                         | 84’                                                                       |
| 8-9-2023                                                                  | Bratislava                                                                | Slovacchia                                                                | 0 – 1                                                                     | Portogallo                                                                | Qual. Euro 2024                                                           | -                                                                         | 62’                                                                       |
| 11-9-2023                                                                 | Faro                                                                      | Portogallo                                                                | 9 – 0                                                                     | Lussemburgo                                                               | Qual. Euro 2024                                                           | -                                                                         | 75’                                                                       |
| 13-10-2023                                                                | Porto                                                                     | Portogallo                                                                | 3 – 2                                                                     | Slovacchia                                                                | Qual. Euro 2024                                                           | -                                                                         | 86’                                                                       |
| 16-10-2023                                                                | Zenica                                                                    | Bosnia ed Erzegovina                                                      | 0 – 5                                                                     | Portogallo                                                                | Qual. Euro 2024                                                           | -                                                                         | 85’                                                                       |
| 19-11-2023                                                                | Lisbona                                                                   | Portogallo                                                                | 2 – 0                                                                     | Islanda                                                                   | Qual. Euro 2024                                                           | -                                                                         | 75’                                                                       |
| 26-3-2024                                                                 | Lubiana                                                                   | Slovenia                                                                  | 2 – 0                                                                     | Portogallo                                                                | Amichevole                                                                | -                                                                         | 46’                                                                       |
| 12-10-2024                                                                | Varsavia                                                                  | Polonia                                                                   | 1 – 3                                                                     | Portogallo                                                                | UEFA Nations League 2024-2025 - 1º turno                                  | -                                                                         | 90+1’                                                                     |
| 18-11-2024                                                                | Spalato                                                                   | Croazia                                                                   | 1 – 1                                                                     | Portogallo                                                                | UEFA Nations League 2024-2025 - 1º turno                                  | -                                                                         | 71’                                                                       |
| Totale                                                                    |                                                                           | Presenze                                                                  | 22                                                                        |                                                                           | Reti                                                                      | 3                                                                         |                                                                           |

## Palmarès

### Competizioni statali
- Campionato Gaucho: 3

Internacional: 2012, 2013, 2014

### Competizioni nazionali
- Campionato portoghese: 3

Porto: 2017-2018, 2019-2020, 2021-2022
- Supercoppa di Portogallo: 2

Porto: 2018, 2020
- Coppa del Portogallo: 3

Porto: 2019-2020, 2021-2022, 2022-2023
- Coppa di Lega portoghese: 1

Porto: 2022-2023